# マスカレード・ゲーム
『マスカレード・ゲーム』は、東野圭吾の長編ミステリ小説。「マスカレード」シリーズの第4作。

## 概要
捜査一課の刑事・新田浩介とホテルマン・山岸尚美が一流ホテル「ホテル・コルテシア東京」を舞台に、三たび難事件に挑むミステリー。
2022年4月25日に集英社より書き下ろしで単行本が刊行され、2025年3月19日には集英社文庫版が刊行された。
2022年、『ダ・ヴィンチ 』主催の「BOOK OF THE YEAR 2022」小説部門で1位を受賞した。

## あらすじ
都内で胸元を鋭利な刃物で刺される3件の刺殺事件が短期間に立て続けに発生する。被害者はいずれも前科があり、犯罪被害者の遺族による犯行が疑われたが、全員に確固たるアリバイが存在した。
捜査が進む中、犯罪被害者の遺族たちが同じ日に「ホテル・コルテシア東京」へ宿泊することが判明する。捜査一課の合同捜査班はホテルで4件目の殺人が起こることを想定し、新田浩介を再びフロントクラークとして「ホテル・コルテシア東京」での潜入捜査に送り込む。さらに、現在はコルテシア・ロサンゼルスに勤務する山岸尚美も捜査をサポートするため急遽呼び戻される。

## 登場人物

### 主要人物
新田浩介（にった こうすけ）
警視庁捜査一課係長。警部。「入江悠斗殺害事件」の捜査を指揮し、「ホテル・コルテシア東京」での潜入捜査で三たびフロントクラークに扮する。
山岸尚美（やまぎし なおみ）
「コルテシア・ロサンジェルス」のコンシェルジュ。潜入捜査をサポートするため「ホテル・コルテシア東京」に緊急招集される。

### 警視庁
梓真尋（あずさ まひろ）
捜査一課係長（7係）。警部。黒いショートヘアに卵形の小顔。ハスキーボイス。「村山慎二殺害事件」の捜査を指揮する。
非常に優秀な女性だがホテルに無許可で盗聴・盗撮し、令状なしで客室への侵入を強行しようとするなど違法捜査で新田と度々対立する。
サイバー犯罪対策課にコネがあり、合同捜査ではインターネット関連から連続殺人の被害者遺族の接点を探る。
能勢（のせ）
捜査一課の刑事。警部補。梓警部の部下。還暦を迎え、翌年3月末に退職予定。
外見からは捉えがたい慧眼を持ち、過去に彼と組んだ新田も一目置く存在。
本宮（もとみや）
捜査一課係長。警部。「高坂義広殺害事件」の捜査を指揮する。
ホテルの潜入捜査では新田がフロントクラークに扮することになり、彼に代わって対策本部での指揮を取ることになる。
稲垣（いながき）
捜査一課管理官。警視。尾崎との共通見解として3件の殺害事件が連続殺人と推測する。
尾崎（おざき）
捜査一課長。警視正。3人の係長を招集し、3件の殺害事件で合同捜査を命じる。
富永（とみなが）
捜査一課の刑事。新田の部下。
西崎（にしざき）
捜査一課の刑事。新田の部下で一番の若手。
岩瀬（いわせ）
捜査一課の女性刑事。新田の部下。ハウスキーピングに立ち会う予定が女性客に扮することになる。
関根（せきね）
捜査一課の刑事。巡査部長。新田の後輩。
当初フロントクラークに扮し潜入捜査する予定が、新田がその役割を担うことになる。

### コルテシア東京
藤木（ふじき）
総支配人。繁忙期のクリスマスのため、新田がフロントクラークに扮することを条件に潜入捜査を許可する。
過去2度のホテル内での事件を鑑み、潜入捜査の支援に急遽コルテシア・ロサンゼルスから尚美を呼び寄せる。
久我（くが）
宿泊部長。
中条（なかじょう）
フロントオフィス・マネージャー。40代半ばの中肉中背の男性。尚美の先輩。色白の肌と高い鼻が印象的。
別の系列のホテルから転職しており過去の潜入捜査に関してよく知らず、不安を感じる。
安岡（やすおか）
男性フロントクラーク。
川本（かわもと）
男性フロントクラーク。過去の捜査一課による潜入捜査を経験している。

### 宿泊客
神谷良美（かみや よしみ）
犯罪被害者・神谷文和の母親。病院事務職。藤沢市在住。50歳過ぎの細面の美人。0707号室に宿泊する。
入江悠斗の死亡推定時刻には友人と横浜に観劇に行き、レストランで食事をしていたアリバイがある。
森元雅司（もりもと まさし）〈34〉
犯罪被害者・森元俊恵の長男。新宿の保険会社に勤務。「不可解な天秤」というブログを運営している。スタンダード・ダブル（0911号室）に宿泊する。
高坂義広の死亡推定時刻には家族を含め全員にアリバイがることが確認されている。
前島隆明（まえじま たかあき）
犯罪被害者・前島唯花の父親。自由が丘でレストランを経営。スタンダード・ツイン（1105号室）に宿泊する。
村山慎二の死亡推定時刻にはレストランに出ており、娘の死後うつ状態の酷い妻にも自宅にいたアリバイがある。
沢崎弓江（さわざき ゆみえ）
金髪のポニーテール、ネイルアートに紫のカラコンをしたフェンディで着飾る派手な女性。20代半ば。コーナー・スイート（1610号室）に宿泊する。
同伴する男性が不釣り合いと感じた新田に素性を怪しまれる。
佐山涼（さやま りょう）
沢崎弓江に同伴する男性。茶髪に眉の端にピアスを付けた、20代半ばのフェイクレザーのジャケット姿。
2年前に大麻取締法違反の罪で逮捕歴がある。
三輪葉月（みわ はづき）
新田と大学時代に法学部の同期だった女性。元横浜地検の検察官だった弁護士。旧姓はヤマシタ。 デラックス・ダブル（0821号室）に宿泊する。
小林三郎（こばやし さぶろう）
白髪と顔の皺から推定60歳前後の男性。年配の同伴女性とデラックス・ツイン（1501号室）に宿泊する。
宿泊予約に使用された電話の名義と名前が不一致で、新田たちに偽名を疑われる。

### 犯罪加害者
入江悠斗（いりえ ゆうと）
17歳のころに傷害罪で少年院に送致された24歳の男性。生産機械の改造を請け負う会社の溶接工。12月2日、自宅アパートで胸元をナイフで刺され死亡しているのを発見される。
スマートフォンの位置情報から毎週土曜日に約2時間、延々と町中を歩き回る不可解な行動を取っていたことが判明している。
高坂義広（こうさか よしひろ）
強盗殺人罪で懲役18年の実刑判決を受け、刑期を終え出所した男性。40歳。産廃工場勤務。入江の事件から2週間後、狛江市の児童公園で胸元をナイフで刺され殺害される。
村山慎二（むらやま しんじ）
リベンジポルノ防止法違反で懲役3年、執行猶予5年の判決が下された男性。34歳。飲食店勤務。高坂の事件から4日後、吉祥寺で先の2件と同じく胸元をナイフで刺され殺害される。
長谷部奈央（はせべ なお）
資産家の娘。20代半ば。5年前、港区白金で交際相手の大畑誠也の胸を刃物で刺し死亡させるが、精神安定剤を大量に服用し心神喪失状態であったと精神鑑定され不起訴となる。

### 犯罪被害者
神谷文和（かみや ふみかず）
神谷良美のひとり息子。大学2年生。駐輪禁止区域に駐輪した入江悠斗を注意したところ、逆上した入江から暴行を受け植物状態となり、回復することなく1年後に亡くなる。
森元俊恵（もりもと としえ）
森元雅司の母親。約20年前、強盗に入った高坂義広に扼殺される。
前島唯花（まえじま ゆいか）
前島隆明の娘。中学3年生。交際していた村山慎二に全裸画像をインターネットに拡散されるリベンジポルノの被害を受け、1年間学校を休学した末、自ら命を絶つ。
大畑誠也（おおはた せいや）
大畑信郎・貴子夫婦の息子。5年前、港区白金で心神喪失状態にあった長谷部奈央に刃物で胸を刺され死亡する。

### その他
尾方道代（おがた みちよ）
大畑信郎が軽井沢の教会で出会った女性。17歳の高校生が無免許運転するバイクにはねられ下校途中だった小学生の娘を失っている。

## 受賞歴
- 2022年：『ダ・ヴィンチ BOOK OF THE YEAR 2022』小説ランキング1位[2]。

## 書誌情報
- 単行本：2022年4月20日発売[3][注 1] 集英社 ISBN 978-4-08-775461-2
- 文庫本：2025年3月19日発売[1] 集英社文庫 ISBN 978-4-08-744152-9